# Ольмета, Лисандрю
Лисандрю́ Ольмета́ (фр. Lisandru Olmeta; родился 20 июня 2005) — французский футболист, вратарь клуба «Лилль», выступающий на правах аренды за «Бастию».

## Клубная карьера
Ольмета родился в Аяччо и с 2011 по 2020 год занимался футболом в местных клубах, после чего попал в академию «Монако».

## Карьера в сборной
В апреле 2022 года Лисандрю Ольмета был вызван в сборную Франции возрастом до 17 лет для участия в чемпионате Европы до 17 лет 2022 года. На том турнире Лисандрю принял участие в 5 матчах своей сборной, в том числе и в победном финале.

## Достижения
Сборная Франции (до 17 лет)
- Чемпион Европы до 17 лет: 2022